# 美国机车公司
美國機車公司（英語：American Locomotive Company，縮寫作ALCO、ALCo、Alco等），是美國一家重機械製造公司。該公司成立於1901年，是斯克內克塔迪機車引擎製造廠（英語：Schenectady Locomotive Engine Manufactory）與七家小型公司合併的結果，以與鮑爾溫機車廠競爭。 該公司在1953年結束與通用電氣的合作關係，並成為直接競爭對手；此後，該公司的市佔率持續穩定下降。 1955年，它被更名為 Alco Products, Incorporated，並於1964年被沃辛頓公司（英語：Worthington Corporation）收購，後更名為 Citadel Industries。該公司於1969年停止生產。 除了蒸汽機車、柴電機車、柴油引擎、特殊鍛造件和發電機之外，美國機車公司還生產鋼材和坦克，但在汽車製造和核能方面的嘗試並不成功。
在業務極盛時期，ALCO的總部位於紐約市，主要工廠位於紐約州斯克內克塔迪，其他工廠位於紐約州奧本和敦克爾克以及賓夕法尼亞州拉特羅布（英語：Latrobe）。
該公司在1924年與通用電氣和英格索蘭合作研發製造有史以來首款商業上成功的柴電機車。

## 早期历史
公司成立于1901年，由若干个小机车厂合并而成。
新公司的总部在纽约斯克内克塔迪，各个分厂最终被关闭，除了三个主要的工厂：纽约、蒙特利尔和魁北克。
1904，在控制了蒙特利尔和魁北克的机车公司后，公司最终命名为“蒙特利尔”MLW工厂，随后五十年几乎一直在生产机车，直到1969年美国的母公司结束了业务。1905年，公司收购了新泽西帕特森市的“罗格机车工厂”，这是全美仅次于“鲍尔温机车厂”的机车厂。

## 蒸汽机车

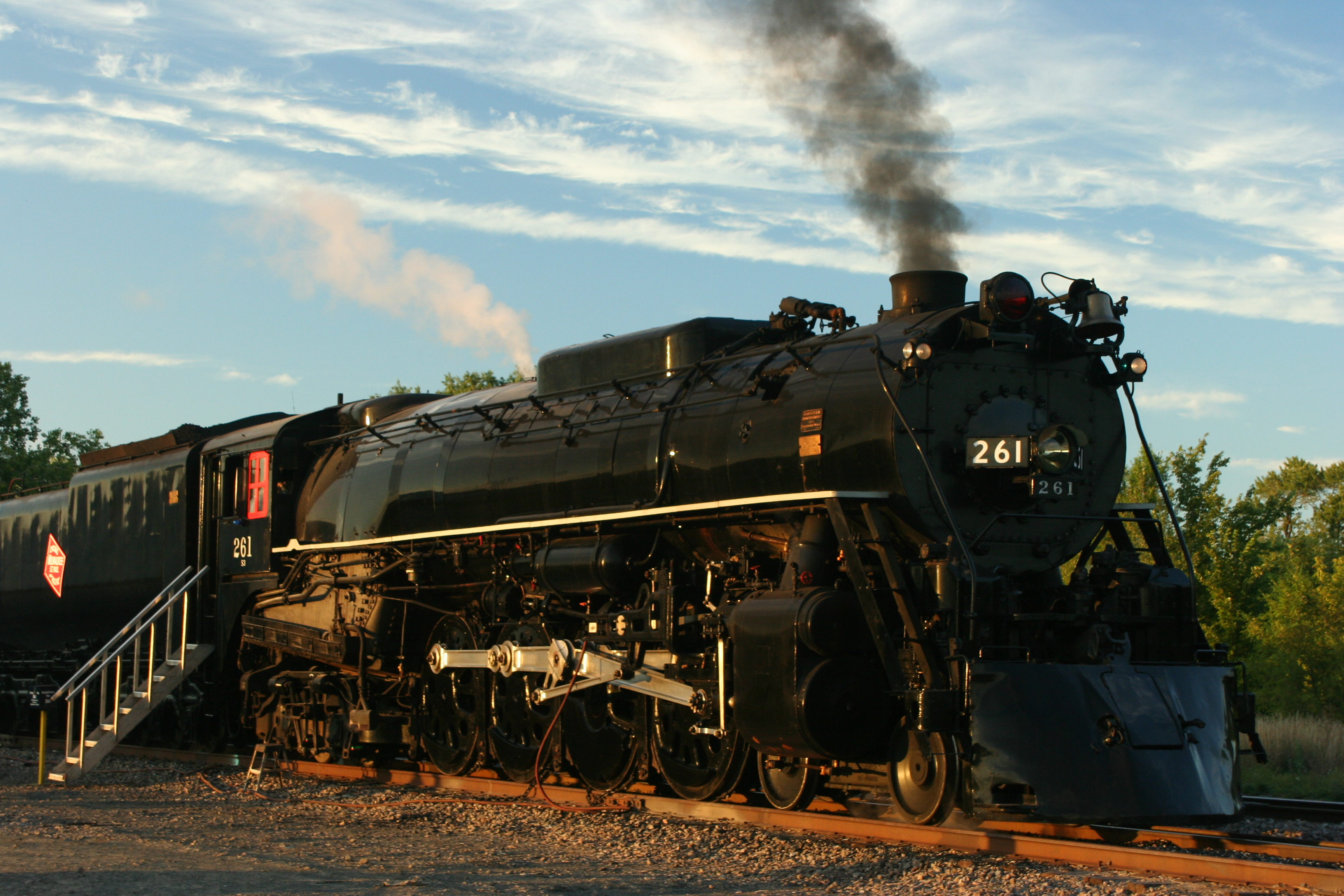
密尔沃基铁路261号，4-8-4轴式，1944年制造

阿尔卡Alco是全美第二大机车工厂，一共生产了75000台机车，其中不乏举世闻名的机车。各条铁路都使用了Alco的产品，如达拉斯河神铁路、纽约的港口铁路、纽约中央铁路司、聯合太平洋鐵路、泛太平洋铁路、北太平洋铁路。Alco著名的蒸汽机车包括为泛太平铁路制造的：河神型4-6-4 Hudson尼亚加拉型4-8-4 Niagara挑战者型4-6-6-4 (Challenger)。Alco还制造了最大的蒸汽机车泛太平铁路的“大男孩”型4-8-8-4。

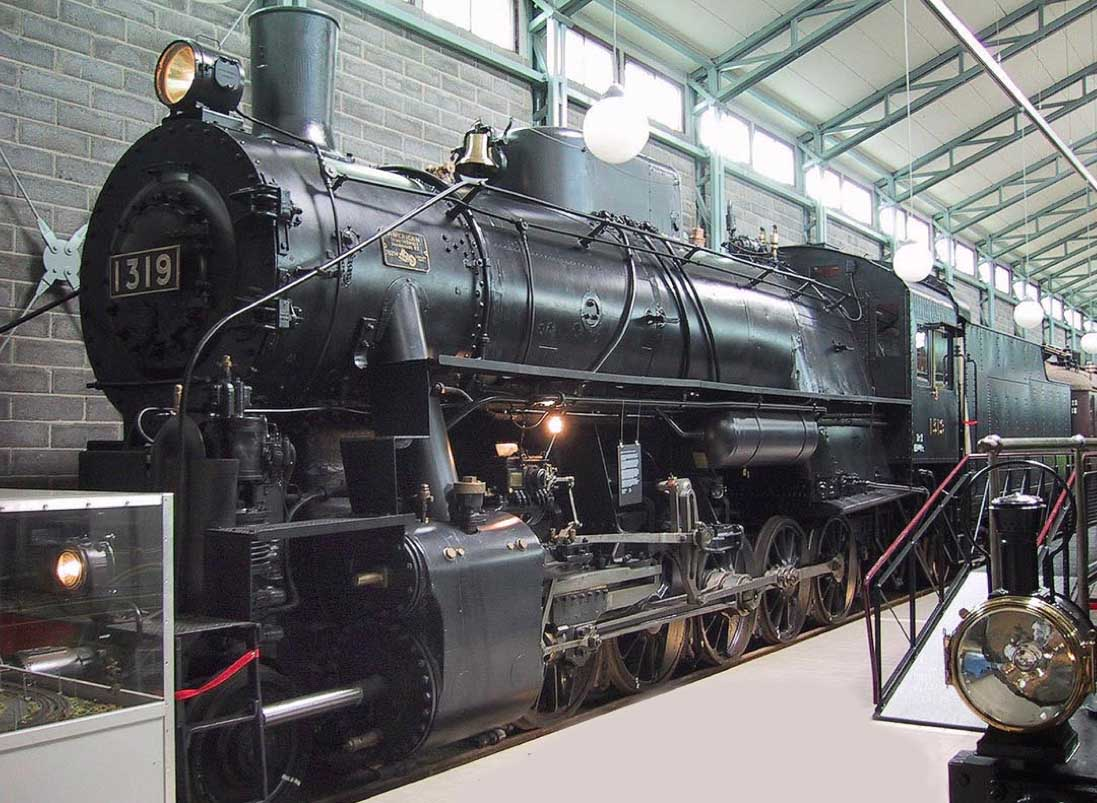
芬兰铁路博物馆，ALCO的No 75214 Tr2 1319机车

Alco还制造了北美第一台使用滚动轴承的蒸汽机车：挺肯1111（Timken 1111），1930委托挺肯滚刀轴承公司制造的4-8-4机车，在全美15条主要铁路行驶了160,000 km，1933年被北太平洋铁路选购。（北太平洋铁路公司给了其新的编号，No. 2626，只在北海岸使用，作为通勤旅游列车，往返西雅图、华盛顿、波特兰和俄勒冈，一直到1957年）

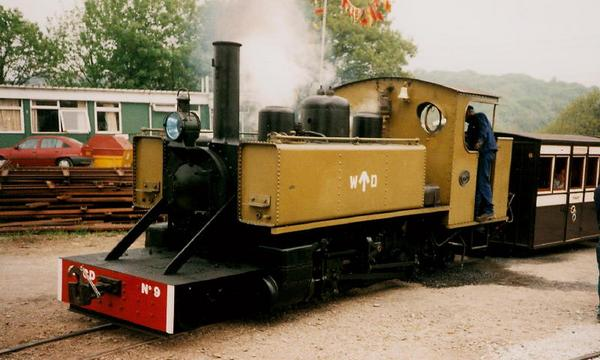
第一次世界大战的战壕窄轨铁路使用的ALCO机车

二战中，ALCO给苏联提供了2-10-0机车，很多机车在战争结束时尚未运送到苏联。其中10于1947年被出售给芬兰。No. 75214被保存在芬兰铁路展览馆。
虽然双机并联4-8-4蒸汽机车更加可靠，1948年制造了最后一型号的蒸汽机车9400系列A-2a“波克夏（Berkshires）”型，2-8-4轴式，匹兹堡和伊犁河铁路运用。ALCO不得不转包给利马机车工厂生产改型机车，因为ALCO转型内燃机车，蒸汽机车工厂已经关闭。

## 汽车
1906年，公司采取多样化政策并进入了汽车制造领域，用法国“贝利埃”汽车的许可证生产。汽车制造厂是美国罗得岛州的首府普罗维登斯的机车工厂。两年后，许可证到期后，Alco生产自己设计的汽车。Alco的汽车获得1909－1910范德比尔特汽车杯赛，角逐了1911的印第安纳500杯赛，但甚少成功。1913年Alco放弃了汽车业务。Alco的汽车故事最引人注目的是沃尔特.P. 克莱斯勒, Alco的汽车工厂經理，1911年去了别克汽车厂，最终在1925年创办了克莱斯勒公司。

## 内燃机车
Alco虽然钟情于蒸汽机车，但于1924年也生产了首台商用的内燃机车，Alco联合了通用电气（电器）和英格索兰（内燃机）。这种机车开始卖给新泽西中央铁路公司，随后是长岛铁路公司和芝加哥西北铁路公司。

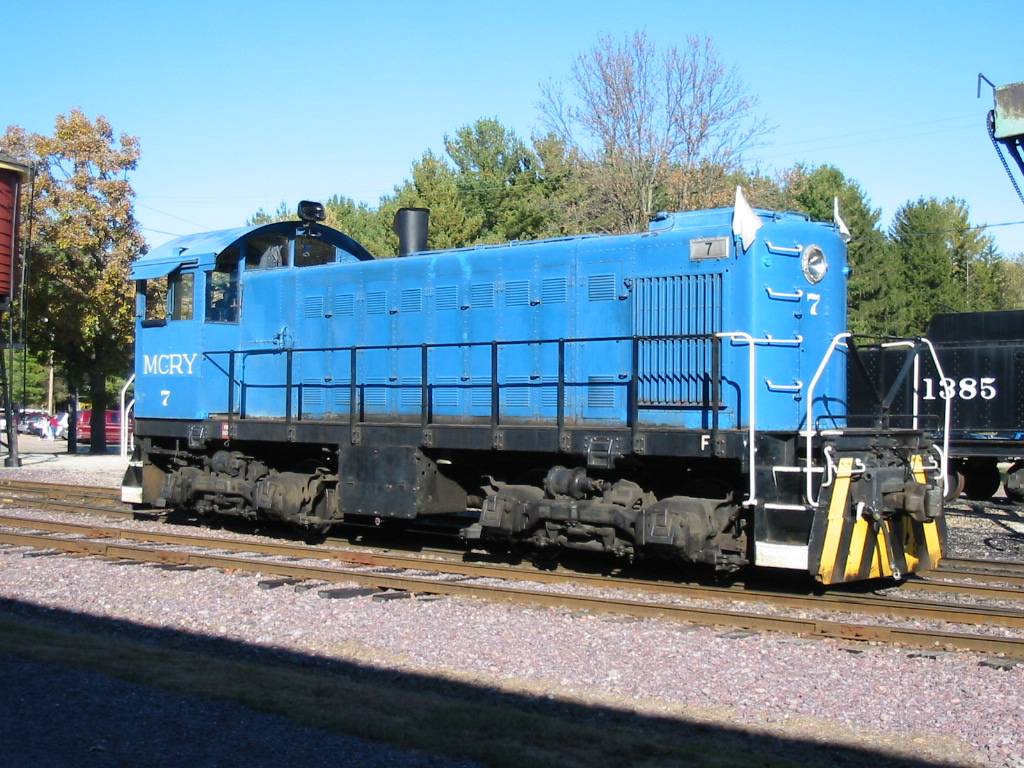
一辆Alco的S-1调车机车在中部大陆铁路博物馆工作，威斯康辛州.

1929年，Alco收购了“麦金托什&西摩”柴油机制造公司，由此开始制造自己的柴油机，但是电力设备还是购买通用电气的。1930年代Alco是美国最优秀的内燃机制造商。但通用汽车的电动机分部（EMD公司的前身）后来居上，因为EMD在市场上敢作敢为、母公司给予了充沛的发展资金、战争期间政府分配了更好的任务。战争期间，Alco被分配生产调车机车、少数DL-109双机并联机车、蒸汽机车。然而，EMD生产干线货运机车（当时直达客车机车被战争委员会禁止）。因此Alco革命性的RS-1调车机车被选中为美军执行重要任务。纳粹海军在“提尔比茨”号战列舰带领下从挪威的基地出击，威胁同盟国向苏联的摩尔曼斯克的海运生命航线。幸好盟国在非洲获得优势，可以把横穿伊朗的铁路修复并延伸到苏联。这条线路的列车动力选用了Alco 不同以往的轻量级的RSD-1型机车,6轴、6台牵引电机。Alco不仅被禁止销售这种机车给美国的干线铁路公司，而且还要为伊朗任务把13台已经制造好的RS-1s改装为RSD-1。这导致EMD 占领市场霸主地位而且不可超越。另外一个原因是，Alco内部存在内燃机与蒸汽机的竞争。1940年，Alco和通用电气合作成立了Alco－GE合伙公司，这种合作持续到1953年。

1948年，Alco占据了40％的内燃机车市场.PA和FA系列机车,普遍存在的S系列机车(660 和 1000 马力)调机，RS系列(1000, 1500,和 1600马力)调机，这些系列代表了Alco在那些年代成功的转型。这些成功大多依靠了RS系机车，这是第一代现代化铁路调机，也是Alco不断延续的基本机车结构。GE提供了所有机车的电传动部件， Alco虽然转型到内燃机，但不幸的是，并不意味着其掌握了这些产品的基本标准。
然而，Alco的市场第二地位于1956年不保，因为GE不满足与Alco的合作关系，自己进入了国内机车市场。GE不仅取代了Alco的地位，而且最终超越了EMD。尽管持续的创新发明了交直流转换器，Alco逐步屈服于以前的盟友，现在的竞争者。GE成为了一个重要的因素。新系列的“世纪”型机车，包括C630 (交直流传动)、C430 和C636, 第一种3,600马力 (2700kW)机车, 无法获得市场进一步青睐。市场第三位不是一个可靠的位子，Alco的产品的可靠性不及GM-EMD，财力和客户服务能力不及GE，其利润也不够。1969年1月，Alco运送其最后两台机车 (#1016和#1017)去“纽堡和南海岸”铁路公司，之后就在当年晚些时候关闭了斯克内克塔迪的机车工厂，把设计卖给了加拿大的蒙特利尔机车工厂。

## 多样化
虽然汽车制造业务并不成功，但在其他领域的转型却取得巨大成功，在二战和朝鲜战争中，Alco制造了除机车以外的军需品朝鲜战争后，Alco进入了石油装备和核电站设备市场，公司开始热交换器生意。1955年公司更名为“Alco产品有限责任的公司”，因为机车已经不是公司的主要支配性业务了。

## 收购和分拆
Alco于1962年被沃辛敦公司收购，1967年与司蒂蓓克公司合并建立了司蒂蓓克-沃辛敦有限责任公司（SWI），Alco保留了全部自己的子公司。1968年，Alco以前的部门都成为了半独立的子公司
在1969年终止机车制造后，机车设计转移到蒙特利尔机车工厂并继续生产，但引擎发展权不在此列。1970年，内燃机生意卖给了怀特马达公司，1977年，怀特工业动力被卖给了英国通用电气股份公司（GEC），同时重新命名为Alco动力公司，该公司继续制造Alco设计的引擎。热交换器是Alco有限公司一直持续生产的产品，后来某一段时间，某些热交换器由Alco的部门史密斯可引擎有限公司生产，在俄克拉荷马州的塔尔萨市。1983年1月，史密斯可公司将商标为“Alco Twin”的“双套管和U形”热交换器出售给“波斯－哈顿”公司。后者为尼特恩（Nitram）能源公司的子公司。在此之后，史密斯可公司继续制造其他热交换器。1985年，“波斯－哈顿”公司将该资产转给给其母公司尼特恩（Nitram）。尼特恩没有与Alco继续合作，而是自己制造牌子为“Alco Twin”的“双套管和U形”热交换器。

## 尾声

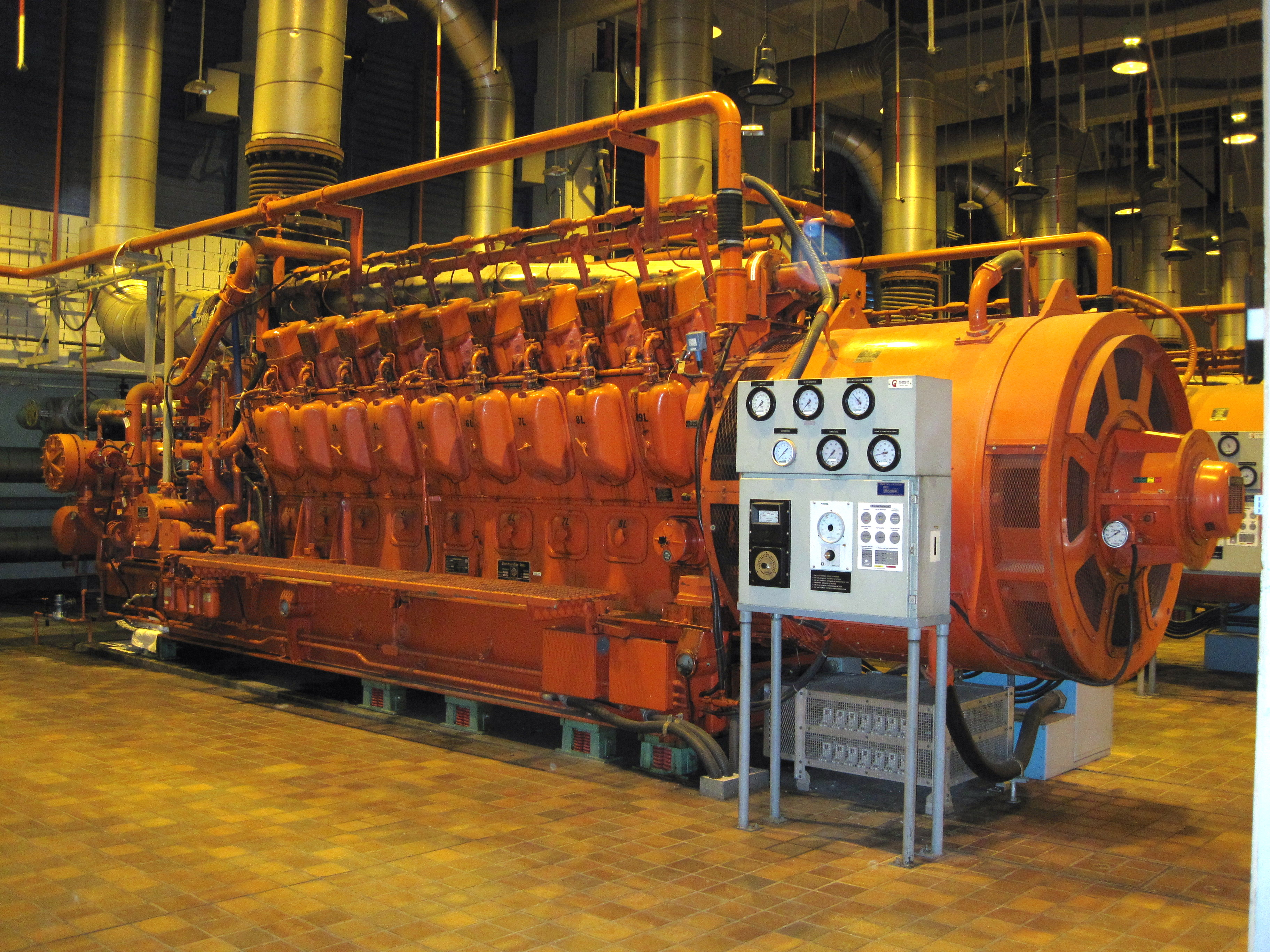
ALCO18-251型柴油机作为蒙特利尔污水厂的备用发电机

在Alco关闭了斯克内克塔迪工厂后，Alco设计的机车在其他工厂继续生产，加拿大的蒙特利尔机车厂，澳大利亚的A.E高文公司。此外，Alco机车还占领了大部分印第安纳铁路的份额。数以千计的具有Alco血统的机车在印度的主干线上运行，每年都增加100台机车。大多数机车由印度的DLW机车公司制造（位于瓦腊纳西），DMW机车现代化公司位于帕蒂亚拉邦(旧时印度北部的邦，1956年后成为旁遮普邦的一部分)对这些机车做中期现代化改造，例如将1940千瓦的WDM-2升级为2310千瓦。1962年，一定数量的Alco和MLW柴电机车在科林斯州铁路机构(OSE)牵引货车（型号DL500C, DL532B, DL537, DL543, MX627和MX636），除了各种准轨机车之外，有11台米轨机车为莫里亚半岛的铁路服务。MX627和MX636机车由OSE的比雷埃夫斯中央工厂大修。剩下的其他Alco机车也进行了现代化改装，从DL532B和DL537型号开始。

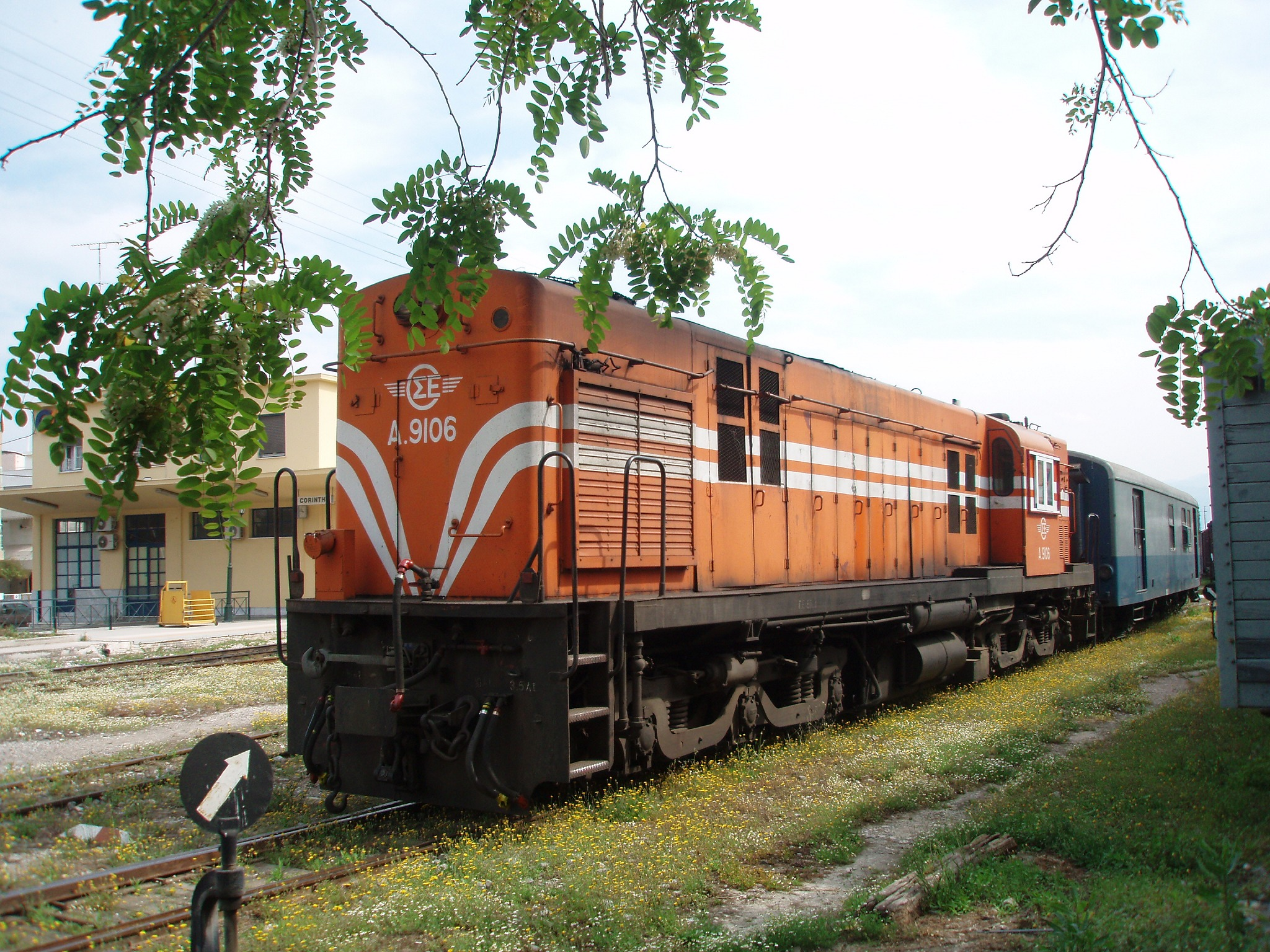
Alco DL537米轨机车在科林斯 (靠希腊伯罗奔尼撒半岛北岸)的老火车站

Alco－251型机车费尔班克斯－莫尔斯公司得以继续生产，该公司也参与制造内燃机车（比洛特，威斯康星）。Alco的柴油引擎甚至驱动了NASA的履带式运输车。

Alco和MLW机车仍然在美国和加拿大的许多地方和旅游铁路上运营，包括了斯克兰顿(美国宾夕法尼亚州东北部城市)的达拉斯－拉卡瓦拉铁路，纽约的利沃那-埃文－雷克威利系列铁路（基地在雷克威利），宾州的中部镇－无角镇铁路（M&H），M&H 拥有最后一台真正的ALCO制造的调机#1016，这台机车是T-6型号。这台和ALCO的151号机车（前马里兰西部铁路公司）仍然在中部镇进行日常运作。
ALCO-库克的1920年制造的2-8-0轮轴式的18号蒸汽机车，在纽约的阿若卡和阿提卡铁路牵引旅客列车，该车于2009年重新服役，此前进行了6年的全面检修，以满足“美国铁路协会”的蒸汽机车条文规定。
在澳洲、孟加拉国和巴基斯坦还有一些Alco的机车。另外还有Alco－庞巴迪的机车在斯里兰卡崎岖地形区服役。阿根廷也拥有一批Alcos的DL540型机车在牵引通勤和货运列车。
南奥克兰（新西兰）的富兰克林地区格兰布鲁克－维特哥铁路有一台铰接复合木槌蒸汽机，这是1912年制造的2-4-4-2轮式机车。历史上仅制造了四台木槌蒸汽机，其他三台为鲍尔温机车公司制造。这台独一无二的机车目前正在等待一次彻底的整修。